# Strand von Boucan Canot

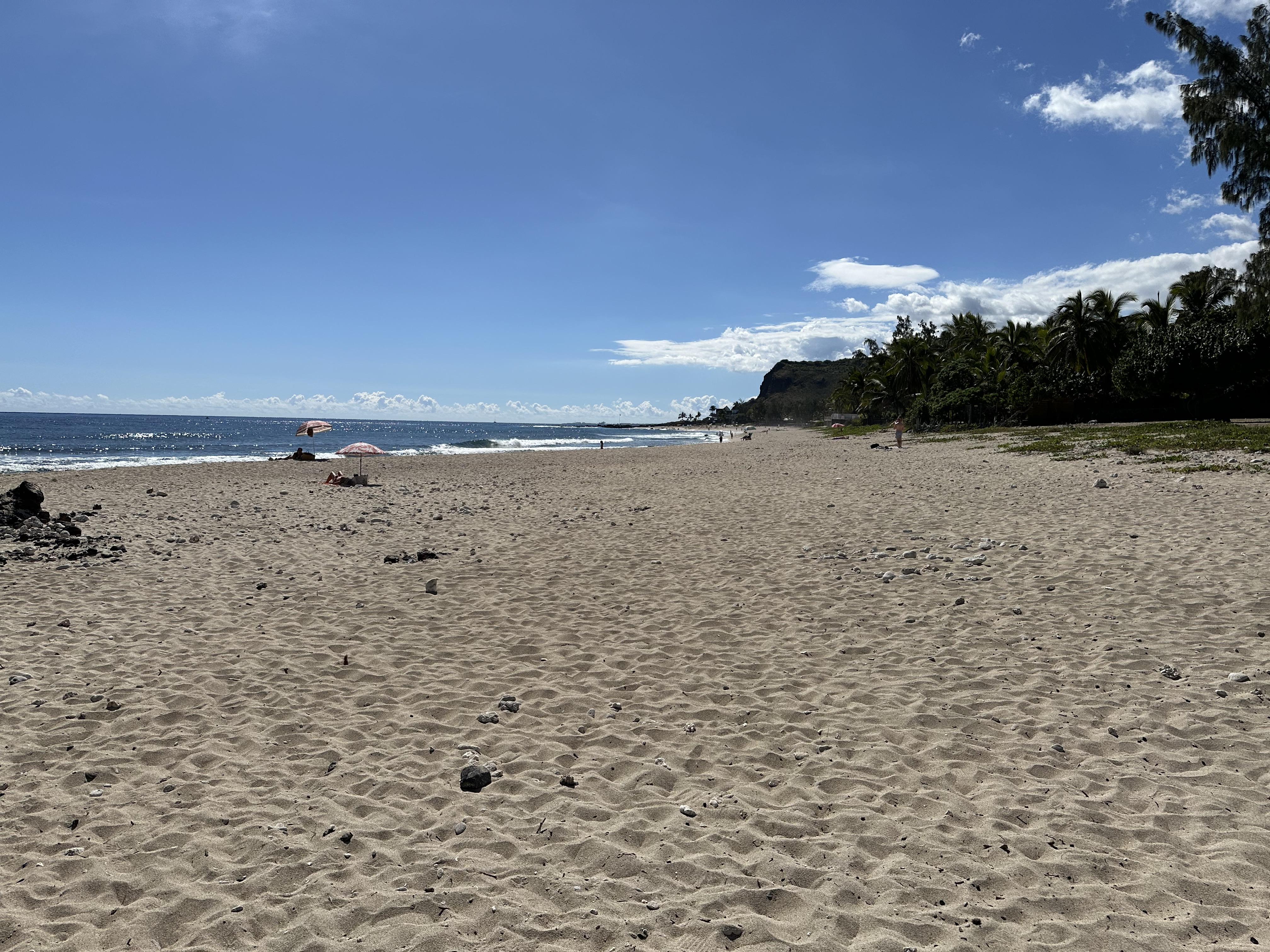
Strand von Boucan Canot, 2024

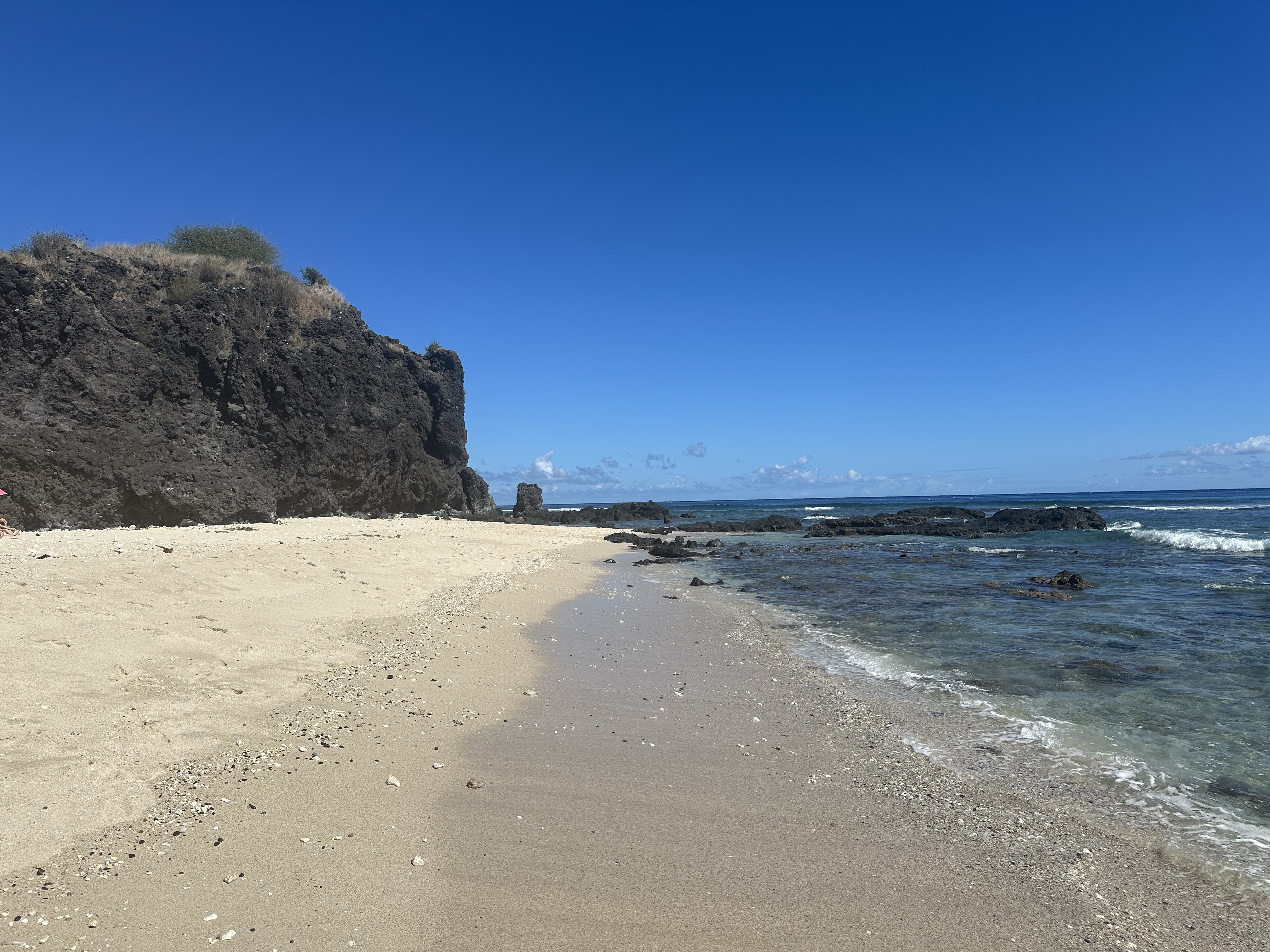
Blick nach Süden

Der Strand von Boucan Canot (französisch Plage de Boucan Canot) ist ein Strand am Indischen Ozean im französischen Übersee-Département Réunion. 

## Lage
Der Sandstrand gehört zur Gemeinde Saint-Paul und ist dem nördlich von Saint-Gilles-les-Bains gelegenen Ort Boucan Canot vorgelagert. Er erstreckt sich über etwa 750 Meter zwischen dem Kap Homard im Süden und dem nördlich gelegenen Kap Boucan Canot. Am Strand mündet die Ravine Boucan Canot in den Ozean. Landseitig führt die Route national 1A dicht am Strand vorbei.
Vor dem Sandstrand liegt, anders als bei Stränden weiter südlich, keine Lagune. Im Zuge der gehäuften Haiangriffe vor La Réunion kam es zu mehreren, teilweise auch tödlichen Vorfällen. 2011 verstarben der Bodyboarder Eddy Auber und der Surfer Mathieu Schiller, 2016 wurde der Surfer Laurent Chardard schwer verletzt. Seit dem 11. Dezember 2015 hat der Strand an einem Abschnitt ein Haifischnetz, außerdem ist er zeitweise überwacht.
In der Umgebung gibt es durch die Ortsnähe typische touristische Einrichtungen wie Gastronomie- und Beherbergungsbetriebe, Toiletten und Duschen. Am nördlichen Ende bestehen aus schwarzen Vulkangestein gefertigte Becken, in dem vor allem Kinder und Familien geschützt vor der Brandung baden können. Das Becken besteht seit 1965. 2017 erfolgte eine Sanierung.

## Name
Der Name geht auf eine historische Nutzung des Strands durch Fischer zurück, die am Strand kleine Strohhütten, genannt Boucans, errichteten und kleine traditionelle Boote, die Canons, hatten.